# Clifton Rocks Railway
El Clifton Rocks Railway (Ferrocarril de Clifton Rocks) era un funicular subterráneo en Bristol (Inglaterra). Este unía mediante un túnel el barrio de Clifton, situado en la cima de los acantilados de piedra caliza de la garganta del Avon, con Hotwells y el puerto de Bristol, ubicados en su parte inferior .
La estación superior está cerca del famoso puente colgante de Clifton de Isambard Kingdom Brunel, junto al antiguo Grand Spa Hotel (en la actualidad, el Avon Gorge Hotel). La estación inferior estaba situada frente al punto de desembarco de los de ferries de vapor en Hotwells, la estación de tren de Hotwells del Bristol Port Railway and Pier, una terminal de los Bristol Tramways y las conexiones del ferry de Rownham para cruzar el río Avon.

## Historia
La construcción del Clifton Rocks Railway la financió el editor George Newnes, también propietario del Lynton and Lynmouth Cliff Railway, y como en este último, el ingeniero fue George Croydon Marks. La construcción de la línea comenzó en marzo de 1891. El túnel de 8,5 m de ancho se perforó a través de los acantilados de piedra caliza utilizando taladros mecánicos y manuales y luego se recubrió con ladrillos. 

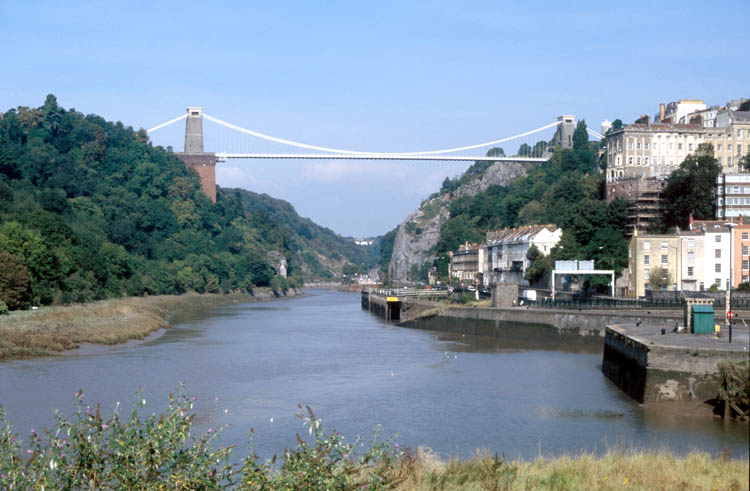
La garganta del Avon. El Clifton Rocks Railway circulaba a través de un túnel entre la estación inferior situada justo más allá de los edificios más alejados al nivel del río, y una estación superior localizada al nivel del puente

Se necesitaron dos años para construirlo y costó 30.000 £ (equivalente a 4.200.000 £ en 2023), tres veces su estimación original. La propulsión se realizaba mediante el método del lastre de agua, en el que los vagones de cada una de las dos vías paralelas estaban conectados mediante un cable que pasaba alrededor de una polea en la estación superior. Un gran depósito en cada tren se llenaba con agua en la parte superior y se vaciaba en la parte inferior. El peso adicional proporcionaba la fuerza motriz necesaria para hacer bajar uno de los trenes y hacer subir al otro.
El ferrocarril se inauguró el 11 de marzo de 1893 y transportó 6.220 pasajeros el día de su inauguración y 427.492 en el primer año de funcionamiento.

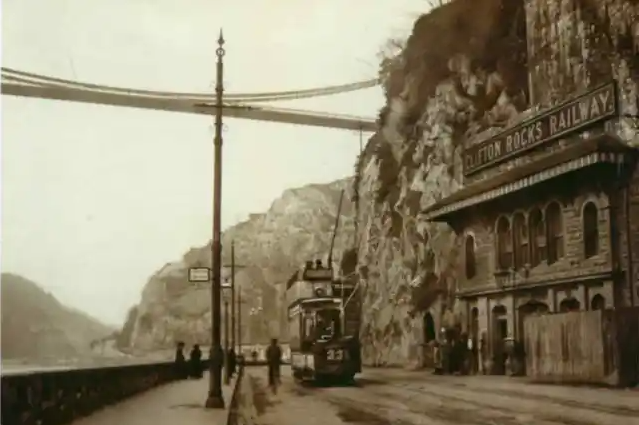
El Clifton Rocks Railway en 1905

Después de este buen comienzo, el número de pasajeros disminuyó constantemente hasta 1908, cuando la empresa se declaró en quiebra. En 1912 se vendió a Bristol Tramways, por 1.500 £ (equivalente a 188.000 £ en 2023). En 1922, Hotwell Road se amplió como una vía rápida llamada Portway, eliminando el tranvía a Bristol y la estación de tren Bristol Port and Pier Railway Hotwells, cerca de la parte inferior del Cliff Railway. Los cambios provocaron que el número de pasajeros cayera drásticamente y el último tren circuló el 29 de septiembre de 1934.
Durante la Segunda Guerra Mundial se instalaron muros antiaéreos en el túnel, que fue utilizado como oficinas por BOAC, como estación de retransmisión para la BBC, que también construyó allí siete estudios de emergencia, y como refugio antiaéreo para los residentes locales. La BBC continuó utilizando partes del túnel hasta 1960.

## Operaciones

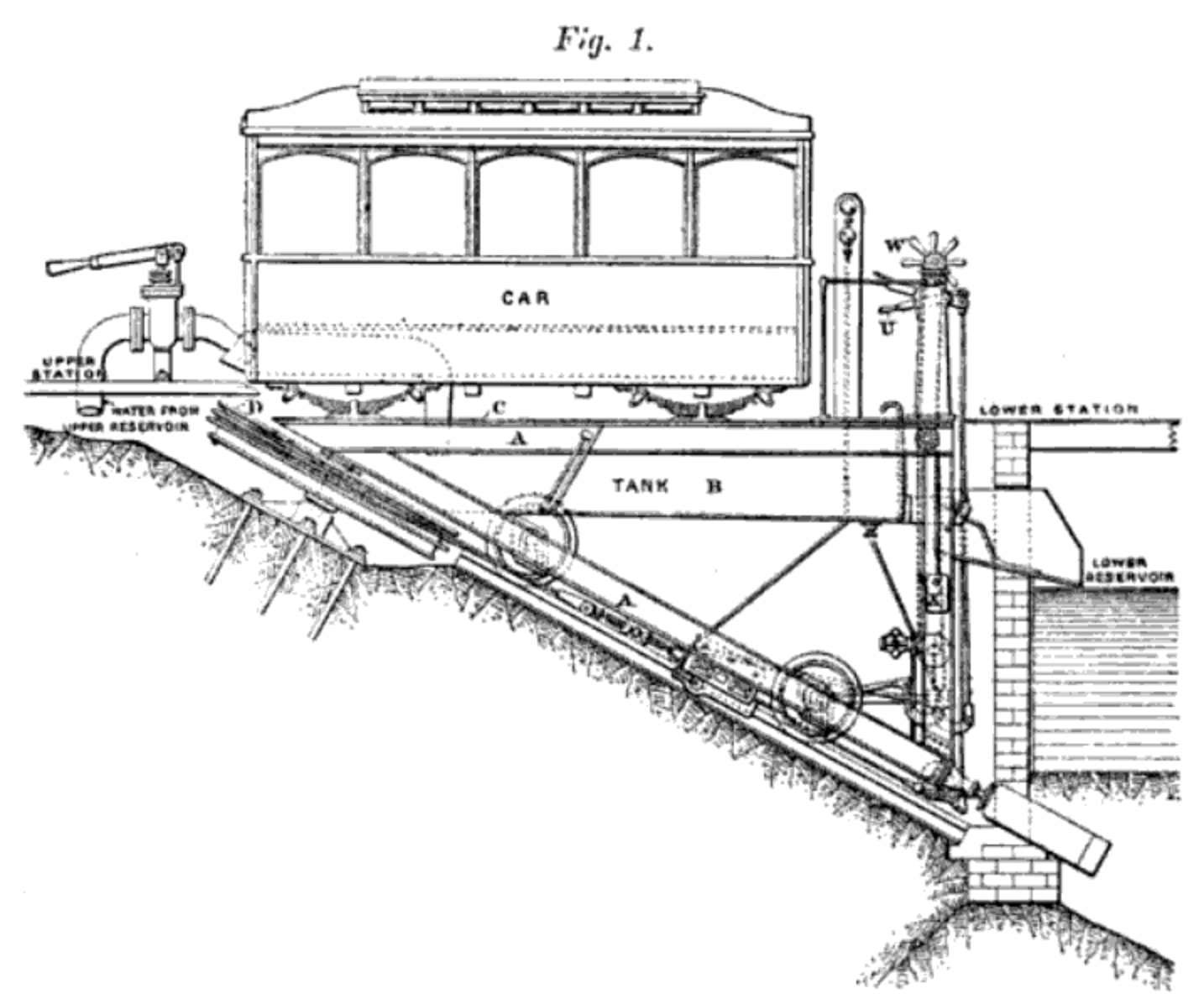
Diagrama que muestra el diseño del Clifton Rocks Railway

El trazado del ferrocarril tenía 137 m de largo y se elevaba 61 m, con una pendiente de aproximadamente 1 en 2,2 (45%). Tenía cuatro vagones en dos parejas conectadas por un cable, formando esencialmente dos funiculares paralelos. Uno de los vagones de cada tren era exclusivamente para pasajeros de primera clase, y el viaje duraba sólo 40 segundos. Se ha informado que el ancho de las vías era de 914 mm, y 1130 mm aunque otras dos fuentes mencionan un ancho de 965 mm y otro de 977 mm.
El sistema funcionaba por gravedad. En la estación superior, el agua se suministraba desde un depósito al depósito situado debajo del coche. El peso extra de esta agua era suficiente para subir un coche cargado desde la estación inferior. Cuando el vagón con su lastre de agua llegaba a la estación inferior, el agua se descargaba en otro depósito, desde donde se bombeaba de regreso al depósito superior para reiniciar el ciclo. Las bombas estaban originalmente impulsadas por un par de motores de explosión situados en el fondo del túnel.

## Conservación
Un grupo de voluntarios, que en 2008 se convirtió en una fundación benéfica, tiene como objetivo preservar y restaurar las estructuras ferroviarias y de la época de la guerra. No es factible ni deseable que el ferrocarril vuelva a funcionar debido a las estructuras de tiempos de guerra que se encuentran en las vías del ferrocarril. El coste de una restauración completa se estima en unos 15 millones de libras.
En 2019 se anunció una propuesta para convertir la sección superior en un museo.